# Пародия снежная
Паро́дия сне́жная (лат. Parodia nivosa) — кактус из рода Пародия, открытый Альбертом Фричем во время его последней экспедиции в Южную Америку (1929 год).:160

## Описание
Стебель шаровидный, с возрастом коротко-цилиндрический, светло-зелёный, до 15 см высотой и 8 см в диаметре. Рёбра разделены на бугорки. Ареолы белоопушённые.
Радиальных колючек 35-40, они до 2 см длиной, щетинковидные, снежно-белые; центральных колючек 4, они крепче и несколько более крупнее радиальных, сероватые.
Цветки до 5 см в диаметре, огненно-красные.

## Распространение
Эндемик аргентинской провинции Сальта.

«Пародия снежная растёт в северо-западном углу Аргентины, в самом богатом местонахождении кактусов и одновременно в одном из красивейших мест летнего отдыха. Нашедший эту пародию А.В.Фрич был восхищён её красотой. Она относится к высокогорным миниатюрным видам и принадлежит к группе пародий с прямыми колючками, так же как и Parodia crucinigricentra и crucialbicentra, найденные А.В.Фричем во время его последнего путешествия в 1928 и 1929 годах.» :160— Рудольф Шубик, «Кактусы»

## Синонимы
- Parodia faustiana
- Parodia uhligiana